# Grisì
Grisì is een plaats (frazione) in de Italiaanse gemeente Monreale.